# Telecí
Telecí är en ort i Tjeckien.   Den ligger i regionen Pardubice, i den centrala delen av landet, 130 km öster om huvudstaden Prag. Telecí ligger 575 meter över havet och antalet invånare är 407.
Terrängen runt Telecí är platt österut, men västerut är den kuperad. Runt Telecí är det ganska glesbefolkat, med 45 invånare per kvadratkilometer. Närmaste större samhälle är Polička, 6,4 km öster om Telecí. Omgivningarna runt Telecí är en mosaik av jordbruksmark och naturlig växtlighet.